# Odete Víctor da Costa
Odete Genoveva Víctor da Costa (auch Odete Vitor da Costa) ist eine osttimoresische Politikerin und Bauingenieurin.
Costa ging in Baucau zur Schule und studierte an der Universitas Pendidikan Nasional (UNDIKNAS) im indonesischen Denpasar auf Bali Bauingenieurwesen.
Ab dem 20. Mai 2002 war Costa zur Ministerin für öffentliche Bauvorhaben MOP in der I. konstitutionelle Regierung Osttimors. Das Amt behielt sie auch in der II. und III. Regierung. Ihre Amtszeit endete mit Antritt der IV. Regierung 2007, in der das Bauministerium zum Ministerium für Infrastruktur umbenannt wurde und Pedro Lay Minister wurde.
Später wurde Costa Projektmanagerin im wieder umbenannten Ministerium für öffentliche Bauvorhaben und Exekutivdirektorin des Sekretariats für Großprojekte (SGP).